# Бистуа Нова
Бистуа Нова (лат. Bistua Nuova) један је од три најзначајнија староримска муниципија и средишта хришћанских бискупија у Босни, Бистуенске бискупије. О важности Бистуе Нове свједочи и податак да је њен бискуп Андрија (Андреас) судјеловао и био потписник солинских синода 530. и 533. године. Из античке Бистуе Нове споменици су антички надгробни споменици, остаци старохришћанске базилике и др.
Године 1892. на подручју Зенице је археолошким ископавањима, која је обавио Ћиро Трухелка у зеничком насељу Билимишће, откривена базилика из римског доба.